# Сереки, Альфред
Альфред Сереки (алб. Alfred Serreqi; 24 сентября 1938, Шкодер) — албанский политический и государственный деятель, дипломат, министр иностранных дел Албании (1992−1996), медик, врач.

## Биография
После окончания в 1960 году медицинского факультета Тиранского университета до 1990 года работал врачом. В 1991 году был назначен заместителем министра здравоохранения Албании. В том же году вступил в Демократическую партию Албании, был координатором партии по внешней политике.
После парламентских выборов 1992 года в Албании, занял пост министра иностранных дел в правительстве Александра Мекси. В 1993 году участвовал в переговорах с министром иностранных дел Греции К. Папульясом, направленных на греко-албанское примирение и решение проблем нацменьшинств. В мае 1993 года Сереки посетил Польшу (это был первый визит такого высокого уровня в истории взаимных контактов). 4 декабря 1994 года выступил на 49-й сессии Генеральной Ассамблеи ООН об угрозе греческого национализма в его стране.